# Röda bögar
Röda bögar var en socialistisk förening för homosexuella män som var verksam under åren 1976–1978 i Göteborg.
Röda bögar bildades 1976 av bland andra Greger Eman, som några år tidigare lämnat RFSL på grund av det dåvarande ointresset för politiska diskussioner inom denna förening, och bland övriga medlemmar märktes Fredrik Silverstolpe. Röda bögar, som delade lokal med Grupp 8 i Göteborg, blev snabbt homopolitiskt tongivande i Göteborg och genomförde en rad aktiviteter, bland annat den första "homoparaden" i Göteborg i samarbete med Lesbisk Front samtidigt som RFSL höll kongress där. Den sistnämnda organisationen valde att inte delta.
Vårvintern 1977 uppstod dock två falanger i Röda bögar, då en grupp tagit intryck av "bögfeministiska" grupper i Nederländerna, Västtyskland och Frankrike. Detta sedan sistnämnda till en demonstration hade framställt en rosa banderoll med blommor som blev omstridd inom föreningen. Den feministiska gruppen, som ursprungligen kallade sig "aktivisterna", genomförde en rad uppmärksammade aktioner. Bland annat infann de sig oanmälda, klädda i klänningar och hattar, på ett möte hos Vänsterpartiet Kommunisterna och överräckte "Årets pillesnopp" till partiledaren Lars Werner som belöning för partiets insatser för homosexuella. KFML(r)-ledaren Frank Baudes homofoba uttalanden bemöttes däremot på Göteborgs gator med hälsningar som "Baude är galen, rädd om analen" och "Vi älskar dig, Frank! Puss och kram!”. Man startade också tidningen "Fjollan", som dock endast utkom med ett nummer.
Splittringen i en feministisk och en revolutionär falang, som kom att genomföra egna aktioner och kom att kalla sig Röda bögar (f) och Röda bögar (r) ledde dock till en svårare kris inom Röda bögar, som till följd av detta upplöstes 1978.